# Trontelj
Trontelj  je priimek več znanih Slovencev:
- Alenka Trontelj Župančič, (hidro)biologinja
- Alojzij Trontelj (1907—1979), duhovnik, član Misijonske družbe
- Janez Trontelj (*1941), mikroelektronik, univ. profesor
- Jurij Trontelj, farmacevt
- Jože Trontelj (1939—2013), zdravnik nevrokirurg, univ. profesor, akademik, predsednik SAZU
- Lojze Trontelj (1934—2008), elektrotehnik, univ. profesor
- Marija Trontelj (*1940), kemičarka
- Matjaž Trontelj, Studio za humane tehnologije
- Miran Trontelj (1940—2012), meteorolog sinoptik
- Nik Trontelj (*1990), teolog in zgodovinar
- Peter Trontelj (*1967), biolog in jamar, univ. prof.
- Zvonko Trontelj (1937—2024) fizik, univ. profesor, častni član DMFA